# Иван Михайлов
Вижте пояснителната страница за други личности с името Иван Михайлов.
Иван (Ванчо, Ванче) Михайлов Гаврилов е български революционер, деец на българското националноосвободително движение в Македония, дългогодишен лидер на Вътрешната македонска революционна организация, писател, последната голяма фигура в историята на македонското освободително движение. Използва псевдоними като Балканикус, Радко, Брегалнишки, Брезов, Деянов, Дорко, Македоникус, Малкия, Отински, Скромния, Petar Deljan, Кайн, Димов.

## Биография

### Ранни години
Роден е в щипската махала Ново село. Баща му Михаил (Мише) Гаврилов и единият му чичо Атанас Михайлов са дейци на ВМОРО, а другият му чичо е полковник Спиридон Михайлов. Учи в Солунската българска мъжка гимназия „Св. св. Кирил и Методий“, където част от учителите са членове на Вътрешната македоно-одринска революционна организация. След разделянето на Македония през 1913 година и анексията на егейския ѝ дял от Гърция, на пиринския от България и на вардарския от Сърбия, Иван Михайлов завършва образованието си в сръбска гимназия в Скопие. Там за първи път се среща със сръбския престолонаследник, а впоследствие и крал Александър Караджорджевич. След завършването в 1915 година, като отличен ученик му е предложено от сръбския министър на просветата да продължи образованието си като стипендиант на сръбското правителство, в който университет си избере в Европа. Иван Михайлов отказва. През Първата световна война (1915 – 1918 г.) Ив. Михайлов е български чиновник в Щипската община, като през 1918 г. за кратко постъпва в българската войска. След Солунското примирие напуска армията и се записва за студент по право в Юридическия факултет на Софийския университет „Свети Климент Охридски“. Именно тогава е поканен от Тодор Александров за негов личен секретар в задграничното представителство на ВМОРО в София. Междувременно Иван Михайлов, заедно с Йордан Чкатров от Прилеп и Кръстьо Велянов от Крушево, решават да създадат македонска студентска организация. Той е един от основателите и пръв председател на учреденото студентско дружество „Вардар“ в София.

### В ръководството на ВМРО
Активната му легална дейност свършва с убийството на водача на ВМРО Тодор Александров на 31 август 1924, негов приятел и учител. След убийството, Иван Михайлов е избран за член на ЦК на ВМРО и се заема с наказването на убийците и привържениците на Македонската федеративна организация в така наречените Горноджумайски събития. След разгрома на левицата през септември 1924 година, другата силна фигура в ЦК на ВМРО, Александър Протогеров, постепенно губи влиянието си в организацията. В следващите години Ванчѐ Михайлов се налага като фактически ръководител на ВМРО. Привърженик е на тактиката на индивидуалния терор. През 20-те години на XX век, активисти на ВМРО като Кирил Григоров, Христо Никудимски, Менча Кърничева, Харалампи Златанов и други са пряко замесени в голям брой от политическите убийства в България и извън нея, свързани с ръководената от него политика на ВМРО по македонския въпрос. За Михайлов първостепенна и основна цел за ВМРО, на онзи етап от борбата, е неутрализирането на съветското (болшевишко) влияние проникващо в македонското освободително движение чрез Вътрешна македонска революционна организация (обединена). В цяла Македония на практика се подновява войната срещу югославската (по същество сръбската) и гръцката власт. Лично ръководи организирането и възлага извършването, чрез свои доверени хора, на редица нападения на полицейски участъци и военни обекти, минирането на мостове, взривяването на жандармерийски станции и складове, динамитните атентати по жп линии, както и наказването на отговорните властимащи лица за провежданата посредством тях антибългарска асимилационна държавна политика и свързаните с нея акции и прояви (извършвани в повечето случаи чрез насилие над поданиците изразяващи свободно българското си самосъзнание).
По въпроса за убийството на Тодор Паница във Виена, извършено от Менча Кърничева, Иван Михайлов не дава никакви подробности, единствено отбелязва, че за пред съда във Виена са били подготвени да дадат показания неврокопския турчин Шех Сали ефенди и бившите санданисти Гогата Полски, Таско Стоилков и Георги Поцков. От написаното не става ясно дали тези подготвени свидетели са били във Виена или не. „Уместно е да споменем кои бяха лицата, готови да свидетелствуват срещу Паница, които Виенският съд не допусна.“ По-долу за Гогата Полски, който всъщност е Гогата Хазнатарски, Иван Михайлов отбелязва следното: „Гогата Полски от с. Хазнатар, Серско. Като някогашен санданист и познат на Паница, дал би верни черти за делата му. Гогата е бивал и нелегален в турско време, а по-късно и войвода.“
Във връзка с убийството на Тодор Паница във Виена през 1925 г. е проверяван и Гогата Хазнатарски по информация за още стрелци по Паница от други ложи на театъра. Дълго време в Държавна сигурност са работили по информацията, че Тома Радовски и Георги Хазнатарски също са участвали в стрелбата в подкрепа на Менча Кърничева. За австрийската полиция е било малко вероятно едно слабо и болнаво девойче да извърши убийство от такъв мащаб.

### Начело на ВМРО
Постепенно Протогеров влиза в конфликт с Иван Михайлов и е убит заедно с телохранителя си Атанас Гоцев на 7 юли 1928 година. Убийците са терористи на ВМРО – Димитър Стефанов, Нанчо Витларов и Димитър Джузданов, които са изпратени от Михайлов. Начело на акцията е Кирил Дрангов, а като официален мотив за убийството на Протогеров е изтъквано участието му в убийството на Тодор Александров. След смъртта му братоубийствените борби във ВМРО се засилват, което довежда до отслабване на ВМРО и до настройването на общественото мнение в България срещу организацията. През 1930 година Михайлов за пръв път лично е привлечен като обвиняем за подбудителство на убийството на журналиста Васил Пундев, но е оправдан от съда, който приема, че преките убийци са действали по своя воля.
Паралелно с революционната дейност, ВМРО начело с Иван Михайлов, изгражда на територията на цяла Вардарска Македония структури на ММТРО и ТКПОМБ. От името на Македонския национален комитет е организирано изпращането на петиции в защита на българите до международни институции. Петиция е изпратена от Димитър Шалев, Григор Анастасов и Димитър Илиев до ОН, следвана от петициите на Асен и Марта Татарчеви, Петър и Жермен Петрови и т.н. ВМРО начело с Михайлов, инициира и помага за създаването на Македонска кооперативна банка, Македонска народна банка и пр., чрез които усилва влиянието си във Вардарска Македония.
В отговор на югославските /сръбски/ репресии и срещу мирно население, Иван Михайлов сменя тактиката за борба срещу властта. Организацията започва да организира предимно терористични атаки и атентати. За целта се изпращат т.нар. революционни тройки, като акциите се насочват и срещу местни сръбски сътрудници. Сред действащите лица на ВМРО са Трайчо Чундев, Ипократ Развигоров, Илия Лилинков, Мара Бунева, Иван Момчилов и други. Акциите на ВМРО предизвикват ответни реакции. Кралство Югославия съсредоточава във Вардарска Македония значителни военни сили – 35 хилядна армия. Към нея допълнително е придадена полиция и специални гранични части за борба против четите на ВМРО. Под ръководството на Михайлов ВМРО превръща територията на Македония, и в частност тази на Вардарска Македония в полесражение. Югославия блокира границата откъм България с телени мрежи, вълчи ями, живи плетове, електрически сигнални уредби и високи бетонни наблюдателни кули. Иван Михайлов осъществява стратегически съюз с хърватското освободително движение Усташа след отмяната на Видовденската конституция в Югославия. Той осъществява тясно сътрудничество с водача на усташите Анте Павелич. На 14 април 1933 година Иван Михайлов, Анте Павелич и Хасан бей Прищина изработват проект за съюз между ВМРО, Усташа и косовския комитет за съвместна дейност срещу Югославия

### Първи години в изгнание
След Деветнадесетомайския преврат през 1934 година новото правителство взема решителни мерки за прекратяване на дейността на ВМРО в страната. През септември е приета Наредба-закон за защита безопасността на държавата, която създава ускорени процедури за залавяне и осъждане на ръководители на организацията, след което дейността на организацията в България е силно ограничена. На 7 септември са обявени за издирване десет души от централното ръководство на ВМРО, сред които е и Михайлов.
На 10 срещу 11 септември Иван Михайлов и Менча Кърничева се прехвърлят нелегално в Турция с помощта на капитан Стилиян Поптошев, Димитър Ачков, Гоцо Атанасов, Вангел Полев и Васил Стумбов. Там той е задържан от властите и е интерниран във вътрешността на страната, където го заварва новината за Марсилския атентат, последната голяма акция с участието на ВМРО. В края на 1934 година Михайлов получава задочна смъртна присъда в България.
В началото на 1938 година турските власти разкриват заговор за убийството на Иван Михайлов, организиран от югославското правителство. Турският вътрешен министър Шукрю Кая настоява пред българските власти той да бъде амнистиран или поне да се съдейства за заминаването му за Съединените щати, но българското правителство отказва да се ангажира със случая.
По-късно Иван Михайлов живее известно време и в Полша.

### Втора световна война
На 1 март 1941 година във Виена министър-председателят Богдан Филов подписва присъединяването на България към Тристранния пакт. От друга страна Михайлов е тясно свързан с немското и особено италианското разузнаване, а неговата идея за създаване на самостоятелна македонска държава вече е обсъждана в Берлин и Рим. Германия започва война на 6 април, едновременно срещу Гърция и Югославия, подкрепена от Италия и Унгария, но без да си осигури военното участие на България. България обаче е реагирала с предприемане създаването на Български акционни комитети във Вардарска Македония, които се опитват да вземат контрола над местната администрация, подготвяйки основата за българското нашествие. В резултат на 18 април е постигнато политическо споразумение България да поеме контрола върху по-голямата част от територията на Вардарската бановина. Договореният преди това излаз на Бяло море от устието на р. Струма до устието на р. Марица като цяло се запазва. Отклонено е искането на България за Централна и Западна Егейска Македония. Така плановете на Михайлов се провалят. Той е амнистиран в България, но отказва да се върне в страната.
След създаването на Независимата хърватска държава през 1941 година, Иван Михайлов се установява в столицата ѝ Загреб. По-късно Михайлов осъществява контакт с райхсфюрера на СС Хайнрих Химлер и получава съгласие за създаването на батальони от бивши активисти на ВМРО под немско командване в зоната на Егейска Македония извън български контрол. Общата численост на тези части, чиято цел е трябвало да бъде борба с комунистическите партизани, се е предвиждало да е между 5000 и 8000 души. От началото на март 1943 започнало формирането на такива роти (по-късно батальони) в Костурско, Леринско и Воденско под названието Охрана.
В края на 1942 година цар Борис III обсъжда възможността да покани лично Иван Михайлов да се върне в България, но той остава враждебно настроен към него, наричайки го „цар Разединител“. Според някои източници при срещата си с Хитлер през август 1943 година, фюрерът е изразил мнение, че трябва да се създаде „Велика автономна Македония от Лесковац до Елбасан и Воден, която ще има определени автономни права в Българското царство, нещо като Чешкия протекторат в Третия райх“. Цар Борис ІІІ изразява съгласие с това и подчертава, че „Ванче Михайлов ще стане мъдър държавник“. За съществуването на подобни идеи споделя и хърватският пълномощен министър в София Владимир Жидовец. С него царят споделя след завръщането си в София, че желае да привлече отново в политиката Иван Михайлов. Пред хърватския дипломат е обрисуван план за сътрудничество на база на присъединяването на цяла Западна Македония от дотогавашната Италианска окупационна зона към България. Според Жидовец царят искрено вярвал, че разгромът на Италия дава възможност за това при осигуряване поддръжката и на ВМРО. Смъртта на българския монарх очевидно прекъсва развитието на тази инициатива.
Непосредствено преди деветосептемврийския преврат през 1944 г., Иван Михайлов по предложение на Адолф Хитлер пристига през София в Скопие. Разбирайки, че съдбата на Македония отново е предрешена, той отказва да провъзгласи създаването на про-германска Независима република Македония. Целта му е да се избегнат безсмислените жертви, виждайки, че Германия и България губят войната. По-късно от Хърватска през Унгария, Германия и Испания той се установява за постоянно в Рим, Италия, със съгласието на италианските власти.

### По време на Студената война
В изгнание Михайлов издава много брошури и статии, както и няколко книги. Автор е на пет тома „Спомени“ и редица статии и брошури като „Македония – Швейцария на Балканите“, „Сталин и македонският въпрос“, както и на други материали, в които описва македонската борба за свобода. Междувременно отвъд желязната завеса в социалистическа България управниците ѝ в 1945 г. започват процес на насилствено денационализиране и македонизация на българското население в Пиринска Македония. Единствено разривът между Сталин и Тито през 1948 г. забавя съществено този процес. След 1963 г. Тодор Живков окончателно пресича тази политика и впоследствие българските тайни служби осъществяват по негово указание контакти с Михайлов, насочени към укрепване на българската кауза в Македония.
Иван Михайлов умира в Рим на 5 септември 1990 г. – една година преди прогласяване независимостта на Северна Македония (8 септември 1991). В последните си интервюта, дадени за БНТ и македонската преса, той потвърждава българския характер на ВМРО и българщината си. Негов личен архивен фонд се съхранява в Държавна агенция „Архиви“.

## Значение и дело
Иван Михайлов поема ръководството на ВМРО в труден за организацията, и за българското националноосвободително дело в Македония, момент. На практика той превежда организацията в периода между двете световни войни, провеждайки на практика българска национална политика в Македония. Ето как характеризират личността и дейността на Михайлов, американската и английска преса през този период:
| „ | ... Той е вдъхнал нов живот в революционната организация и неговото име е станало прочуто из цяла Югоизточна Европа. Той е станал една легенда. | “ |

| „ | ... Фактът е, че ВМРО остава най-мощната революционна организация в света. Тя е ръководена от един тричленен комитет, на който Михайлов „некоронования крал на Македония“, като понякога той е наричан шефът ... Той е повече от един лидер. Той въплъщава един идеал. Той въплъщава духа на македонската свобода ... Днес Михайлов държи в Европа едно положение на извънредна важност, защото изглежда, че в негова сила е да избере между мир или война на Балканите. | “ |

На 4 септември 1958 година вестник „Македонска трибуна“ отпечатва речта на Асен Аврамов при откриване на конгреса на „Македонската патриотическа организация“ (МПО) в която казва следното за Иван Михайлов: „Професор Любомир Милетич нарече нареждането на Иван Михайлов по повод сърбофилския преврат от 19.05.1934 г. в София венец на героичните дела на ВМРО. Именитият наш професор схвана много правилно от какво политическо и национално значение бе факта, че нито един изстрел не се даде срещу българската войска от хората и съмишлениците на ВМРО. Това бе изрично нареждане на Иван Михайлов.“
Ролята и значението на Михайлов са правилно оценени и от външното разузнаване на Райха. Прибягвайки до неговите услуги, и оценявайки ключовото геополитическо значение на Македония за Балканите, Германия успява да наложи в хода на Втората световна война своето влияние и ред в целия регион.  На практика всички Велики сили при провеждане на своята балканска политика през този период са длъжни да се съобразяват с ролята и значението на Михайлов, като личностен и ръководен фактор на ВМРО. 
Днес името на Иван Михайлов носят улици в София (Карта), Бургас, Благоевград, Габрово и други градове в България.
Радкова могила на остров Ръгед в Южните Шетландски острови, Антарктика е наименуван в чест на Иван Михайлов (Радко).

## Спомени
В годините на студената война, когато България е част от т.нар. Съветски блок, Иван Михайлов убедено защитава българската национална кауза, своята позиция и историческа истина за Македония. Един от най-ценните исторически извори за историята на Северна Македония са неговите „Спомени“, излезли в четири тома, които са своеобразна „Енциклопедия на македонското освободително движение“. В 3000 страници Михайлов разкрива своята истина за близкото минало на народа, за неговите героични усилия да осъществи своя идеал – независима, многонационална македонска държава с население с преобладаващ български етнически състав.

## Идеи
И при Иван Михайлов, идеята за Независима Македония е водеща политическа цел. По негово време Пиринска Македония е превърната във фактически автономна област. Едва след преврата на военните през 1934 г. държавната власт е възстановена там напълно. Най-точно междувоенната автономистка позиция е изяснена в подготвения от Иван Михайлов материал, озаглавен „Защо се борим за независима Македония?“ Там недвусмислено е показано, че ВМРО запазва традиционната автономистка формула като средство за решаване на македонския въпрос. Отхвърлени са обвиненията за ненавременно издигане на лозунга „Независима Македония“. Ясен е и отговорът и на поставения от опонентите на ВМРО въпрос – „Македонците отделна народност ли са, та не искат да останат в границите на днес съществуващите балкански държави?“ Становището за независима Македония няма антибългарска насоченост, защото „не съществува отделна македонска националност, македонските славяни са българи и част от духовното цяло на българската нация, а македонският народ е географско и политическо понятие. С него се определя населението, което ще обгръща бъдещата македонска държава“.

## Мисли
Някои от изказванията на Михайлов най-ясно разкриват неговите разбирания, като водач и ръководител на ВМРО, на съществените въпроси за македонското освободително движение и българската политика:
| „ | Македонски въпрос има само от Берлинския конгрес насам. | “ |

| „ | Нека запомним и се съобразяваме и за в бъдеще с факта, че загубата в 1913 и в 1918 година за българщината е по-малка от тая в 1944 година. | “ |

## Семейство
Иван Михайлов е женен за Менча Кърничева, но двамата нямат деца. Иван Михайлов има трима братя и две сестри – Христо, Павел, Атанас, Райна и Зорка. Най-големият брат Христо Михайлов, като активен член на ВМРО, е убит от сърбите на моста на река Брегалница, заедно с баща си през 1927 година след убийството на сръбския генерал Михайло Ковачевич . В някои архивни документи на Държавна сигурност убитият брат се споменава с още едно име – Стоян. Христо Михайлов има син и дъщеря. Синът му Кирил е роден през 1927 година в Щип, живее в Кюстендил и  работи като обущар. Дъщерята Райна е родена през 1928 година в Щип, завършва Земеделския институт в Кюстендил и работи в шивашка кооперация в Кюстендил. По-малкият брат на Иван Михайлов е Атанас Михайлов, роден в 1904 година,също е деец на ВМРО.
|  |  |  |  |                                |                                |                                |                                |                                |                                |  |  |  |  | Михаил                          |                                 |                                 |                                 |                                 |                                 |  |  |                               |                               |                               |                               |                               |                               |  |  |                                    |                                    |                                    |                                    |                                    |                                    |  |  |                               |                               |                               |                               |                               |                               |  |  |  |  |  |  |  |  |  |  |  |  |  |  |  |  |  |  |
|  |  |  |  |                                |                                |                                |                                |                                |                                |  |  |  |  |                                 |                                 |                                 |                                 |                                 |                                 |  |  |                               |                               |                               |                               |                               |                               |  |  |                                    |                                    |                                    |                                    |                                    |                                    |  |  |                               |                               |                               |                               |                               |                               |  |  |  |  |  |  |  |  |  |  |  |  |  |  |  |  |  |  |
|  |  |  |  |                                |                                |                                |                                |                                |                                |  |  |  |  |                                 |                                 |                                 |                                 |                                 |                                 |  |  |                               |                               |                               |                               |                               |                               |  |  |                                    |                                    |                                    |                                    |                                    |                                    |  |  |                               |                               |                               |                               |                               |                               |  |  |  |  |  |  |  |  |  |  |  |  |  |  |  |  |  |  |
|  |  |  |  | Атанас Михайлов, деец на ВМОРО | Атанас Михайлов, деец на ВМОРО | Атанас Михайлов, деец на ВМОРО | Атанас Михайлов, деец на ВМОРО | Атанас Михайлов, деец на ВМОРО | Атанас Михайлов, деец на ВМОРО |  |  |  |  | Спиридон Михайлов (1878 – 1925) | Спиридон Михайлов (1878 – 1925) | Спиридон Михайлов (1878 – 1925) | Спиридон Михайлов (1878 – 1925) | Спиридон Михайлов (1878 – 1925) | Спиридон Михайлов (1878 – 1925) |  |  | Михаил Гаврилов (1862 – 1927) | Михаил Гаврилов (1862 – 1927) | Михаил Гаврилов (1862 – 1927) | Михаил Гаврилов (1862 – 1927) | Михаил Гаврилов (1862 – 1927) | Михаил Гаврилов (1862 – 1927) |  |  |                                    |                                    |                                    |                                    |                                    |                                    |  |  |                               |                               |                               |                               |                               |                               |  |  |  |  |  |  |  |  |  |  |  |  |  |  |  |  |  |  |
|  |  |  |  | Атанас Михайлов, деец на ВМОРО | Атанас Михайлов, деец на ВМОРО | Атанас Михайлов, деец на ВМОРО | Атанас Михайлов, деец на ВМОРО | Атанас Михайлов, деец на ВМОРО | Атанас Михайлов, деец на ВМОРО |  |  |  |  | Спиридон Михайлов (1878 – 1925) | Спиридон Михайлов (1878 – 1925) | Спиридон Михайлов (1878 – 1925) | Спиридон Михайлов (1878 – 1925) | Спиридон Михайлов (1878 – 1925) | Спиридон Михайлов (1878 – 1925) |  |  | Михаил Гаврилов (1862 – 1927) | Михаил Гаврилов (1862 – 1927) | Михаил Гаврилов (1862 – 1927) | Михаил Гаврилов (1862 – 1927) | Михаил Гаврилов (1862 – 1927) | Михаил Гаврилов (1862 – 1927) |  |  |                                    |                                    |                                    |                                    |                                    |                                    |  |  |                               |                               |                               |                               |                               |                               |  |  |  |  |  |  |  |  |  |  |  |  |  |  |  |  |  |  |
|  |  |  |  |                                |                                |                                |                                |                                |                                |  |  |  |  |                                 |                                 |                                 |                                 |                                 |                                 |  |  |                               |                               |                               |                               |                               |                               |  |  |                                    |                                    |                                    |                                    |                                    |                                    |  |  |                               |                               |                               |                               |                               |                               |  |  |  |  |  |  |  |  |  |  |  |  |  |  |  |  |  |  |
|  |  |  |  | Панчо Михайлов (1896 – 1965)   | Панчо Михайлов (1896 – 1965)   | Панчо Михайлов (1896 – 1965)   | Панчо Михайлов (1896 – 1965)   | Панчо Михайлов (1896 – 1965)   | Панчо Михайлов (1896 – 1965)   |  |  |  |  | Иван Михайлов (1896 – 1990)     | Иван Михайлов (1896 – 1990)     | Иван Михайлов (1896 – 1990)     | Иван Михайлов (1896 – 1990)     | Иван Михайлов (1896 – 1990)     | Иван Михайлов (1896 – 1990)     |  |  | Менча Кърничева (1900 – 1964) | Менча Кърничева (1900 – 1964) | Менча Кърничева (1900 – 1964) | Менча Кърничева (1900 – 1964) | Менча Кърничева (1900 – 1964) | Менча Кърничева (1900 – 1964) |  |  | Атанас Михайлов (1904 – след 1985) | Атанас Михайлов (1904 – след 1985) | Атанас Михайлов (1904 – след 1985) | Атанас Михайлов (1904 – след 1985) | Атанас Михайлов (1904 – след 1985) | Атанас Михайлов (1904 – след 1985) |  |  | Христо Михайлов (1891 – 1927) | Христо Михайлов (1891 – 1927) | Христо Михайлов (1891 – 1927) | Христо Михайлов (1891 – 1927) | Христо Михайлов (1891 – 1927) | Христо Михайлов (1891 – 1927) |  |  |  |  |  |  |  |  |  |  |  |  |  |  |  |  |  |  |
|  |  |  |  | Панчо Михайлов (1896 – 1965)   | Панчо Михайлов (1896 – 1965)   | Панчо Михайлов (1896 – 1965)   | Панчо Михайлов (1896 – 1965)   | Панчо Михайлов (1896 – 1965)   | Панчо Михайлов (1896 – 1965)   |  |  |  |  | Иван Михайлов (1896 – 1990)     | Иван Михайлов (1896 – 1990)     | Иван Михайлов (1896 – 1990)     | Иван Михайлов (1896 – 1990)     | Иван Михайлов (1896 – 1990)     | Иван Михайлов (1896 – 1990)     |  |  | Менча Кърничева (1900 – 1964) | Менча Кърничева (1900 – 1964) | Менча Кърничева (1900 – 1964) | Менча Кърничева (1900 – 1964) | Менча Кърничева (1900 – 1964) | Менча Кърничева (1900 – 1964) |  |  | Атанас Михайлов (1904 – след 1985) | Атанас Михайлов (1904 – след 1985) | Атанас Михайлов (1904 – след 1985) | Атанас Михайлов (1904 – след 1985) | Атанас Михайлов (1904 – след 1985) | Атанас Михайлов (1904 – след 1985) |  |  | Христо Михайлов (1891 – 1927) | Христо Михайлов (1891 – 1927) | Христо Михайлов (1891 – 1927) | Христо Михайлов (1891 – 1927) | Христо Михайлов (1891 – 1927) | Христо Михайлов (1891 – 1927) |  |  |  |  |  |  |  |  |  |  |  |  |  |  |  |  |  |  |

## Цитирана литература
- Марков, Георги. Покушения, насилие и политика в България 1878 – 1947.   София, Военно издателство, 2003. ISBN 954-509-239-4.